# فرودگاه بانتایان
فرودگاه بانتایان (به انگلیسی: Bantayan Airport) یک فرودگاه همگانی است که یک باند فرود خاک دارد و طول باند آن ۹۰۰ متر است. این فرودگاه در کشور فیلیپین قرار دارد .
فرودگاه بانتایان (به انگلیسی: Bantayan Airport) یک فرودگاه همگانی در جزیره بانتایان در استان سبو، کشور فیلیپین است. این فرودگاه در نزدیکی شهر سانتا فه قرار دارد و توسط اداره هوانوردی غیرنظامی فیلیپین (CAAP) مدیریت می‌شود.

## مشخصات
فرودگاه بانتایان یک باند به طول حدود ۹۰۰ متر دارد که سطح آن خاکی است و برای پروازهای سبک و چارتر مورد استفاده قرار می‌گیرد. این فرودگاه بیشتر به پروازهای داخلی و توریستی خدمت‌رسانی می‌کند و پروازهای تجاری منظم محدودی دارد.
- نوع فرودگاه: همگانی
- موقعیت: جزیره بانتایان، استان سبو، فیلیپین
- کد ایکائو: RPSB
- کد یاتا: ندارد
- مختصات جغرافیایی: ۱۱٫۱۶۲۴° شمالی، ۱۲۳٫۷۸۴۸° شرقی

## تاریخچه و کاربری
این فرودگاه برای دسترسی آسان‌تر گردشگران و ساکنان به جزیره ساخته شد. جزیره بانتایان یکی از مقاصد گردشگری مشهور در استان سبو است که به دلیل سواحل سفید و طبیعت بکر بازدیدکنندگان زیادی دارد. پس از طوفان‌های استوایی، این فرودگاه بارها به‌عنوان پایگاه امدادرسانی مورد استفاده قرار گرفته است.

## دسترسی
فرودگاه در بخش جنوبی شهر سانتا فه قرار دارد و از طریق جاده‌های محلی به شهرهای دیگر جزیره مانند بانتایان و مادریدخو متصل است.